# Mauro Masacci
Mauro Masacci (ur. 28 kwietnia 1962 w Rawennie) – włoski trener siatkarski. Od 31 maja 2011 roku do 24 stycznia 2012 szkoleniowiec Organiki Budowlanych Łódź. Były asystent trenera polskiej reprezentacji w piłce siatkowej kobiet Marco Bonitty.
Klubowe doświadczenie trenerskie Masacci zdobywał w rodzimych zespołach. W profesjonalnej siatkówce zaczynał jako asystent w najwyższej klasie rozgrywkowej – Serie A w klubie Olimpia Teodora Rawenna, a następnie Capo Sud Reggio Calabria. W tej ostatniej ekipie sięgał też po pierwsze trofea (Puchar i Superpuchar Włoch). W 2003 roku rozpoczął samodzielną pracę w Kab Holding Sassuolo.
Jako asystent Bonitty był z reprezentacją Polski na mistrzostwach Europy 2007 w Belgii i Luksemburgu, na Pucharze Świata 2007 w Japonii i na igrzyskach olimpijskich w Pekinie. W Pucharze Świata Masacci zastąpił Bonittę (który ze względu na sprawy osobiste musiał wrócić do Włoch) w roli I trenera w ostatnich czterech meczach i wszystkie wygrał.